# Jan Ulfberg
Jan Ulfberg, född i Krylbo, är en svensk läkare, sömnforskare och bokförläggare.

## Biografi
Jan Ulfberg blev med. lic. vid Uppsala universitet 1973 och erhöll samma år läkarlegitimation. Han blev med. dr. vid Uppsala Universitet 1999 med avhandlingen Sleep disordered breathing at work, och är docent i medicin vid Uppsala universitet sedan 2003. Han blev specialist i invärtes sjukdomar 1979 och är sömnspecialist inom European Sleep Research Society sedan 2009.
Jan Ulfberg var med vid uppstarten av sömnklinikerna vid Avesta lasarett, Tynset sjukhus i Norge och vid Capio Läkargruppen i Örebro.
Ulfberg är en internationellt känd sömnforskare, och har publicerat nära 70 vetenskapliga artiklar, i huvudsak kring sjukdomen Restless legs syndrome/Willis Ekbom Disease.